# Neoparodia ekmanii
Neoparodia ekmanii är en svampart som beskrevs av Petr. & Cif. 1932. Neoparodia ekmanii ingår i släktet Neoparodia och familjen Parodiopsidaceae.   Inga underarter finns listade i Catalogue of Life.